# Kwieciszewo (stacja kolejowa)
Kwieciszewo – dawna stacja kolejowa w Goryszewie, w powiecie mogileńskim, w gminie Mogilno, w województwie kujawsko-pomorskim, w Polsce.